# Chips (banda sueca)
Chips fue un grupo musical de country y pop sueco, formado en 1979 por Kikki Danielsson y Lasse Holm, y se disolvió en 1983.
Los Chips participaron en el Melodifestivalen de 1980 con la canción Mycke' mycke' mer, haciendo los coros Lars Westman, Lisa Magnusson, Mats Rådberg y Monica Silverstrand (en ese entonces Barwén), alcanzaron la 4ª posición. Tras el Melodifestivalen de 1980, Britta "Tanja" Johansson se incorporó al grupo. En 1980, lanzaron el álbum Chips y poco tiempo después, Elisabeth Andreassen se incorporó al grupo. Solo algunas semanas después, hicieron una gira por Alemania Occidental. En Düsseldorf consiguieron un gran éxito en el programa de televisión Show-Express.
Bajo el nombre Sweets 'n Chips, que tuvieron que usar cuando otra banda reclamó tener los derechos para usar el nombre Chips, el grupo compitió en el Melodifestivalen de 1981, donde acabaron segundos con la canción God morgon. Poco después el grupo se redujo a dos miembros, ya que el dueño del sello Bert Karlsson pensó que eran demasiados. Lasse Holm permaneció como compositor, pero dejó que cantaran Elisabeth y Kikki.
Con solo Elisabeth Andreassen y Kikki Danielsson en el escenario, Chips ganó el Melodifestivalen de 1982, con la canción Dag efter dag (Día tras día). Representaron a Suecia en el Festival de la Canción de Eurovisión 1982 en Harrogate en el Reino Unido, donde acabaron en 8ª posición.
Tras el éxito en el Melodifestivalen de 1982, lanzaron el álbum Having a Party, que vendió 100.000 en Suecia. Hicieron una gira por el norte de Europa. A pesar del éxito en 1982 el grupo se disolvió en 1983. La razón fue que no alcanzaron el éxito fuera de Suecia y Noruega, y porque Elisabeth y Kikki iniciaron sus carreras en solitario.

## Discografía

### Álbumes
- Chips, 1980
- Having a Party, 1982
- 20 bästa låtar, 1997, recopilatorio

### Singles
- Mycke' mycke' mer, 1980
- God morgon, 1981
- Dag efter dag, 1982

## Éxitos
- Mycké, mycké mer, 1980
- High school, 1980
- God morgon, 1981
- Här kommer solen, 1982
- Dag efter dag, 1982

## Miembros
- Britta Johansson (1979–1981)
- Elisabeth Andreassen (1980–1983)
- Kikki Danielsson (1979–1983)
- Lasse Holm (1979–1981, solo compositor desde 1982)